# Stazione di Rosental
La stazione di Rosental (in tedesco Bahnhof Rosental) è una fermata ferroviaria a servizio dell'omonima località nel comune svizzero di Wängi sulla ferrovia Frauenfeld-Wil.

## Storia
La stazione fu attivata il 1º settembre 1887, in occasione dell'apertura della linea Frauenfeld-Wil (Wiler Bähnli).

## Strutture e impianti
La stazione dispone di 2 binari dotati di marciapiede per il servizio passeggeri. Una passerella sui binari li collega. È dotata di due pensiline con copertura.

## Movimento
La stazione è servita dai treni a cadenza semioraria (e che fermano su richiesta) sulla relazione Frauenfeld - Wil (linea S15 della rete celere di San Gallo). Inoltre, è servita da ulteriori treni a cadenza semioraria (e che fermano su richiesta) negli orari di punta che percorrono solo la parte tra Wängi e Wil della ferrovia.

## Servizi
Nella stazione sono presenti:
- Biglietteria automatica[4]

Inoltre, è presente un piccolo parcheggio di interscambio per biciclette ed uno per automobili.

## Interscambi
- Fermata autobus (Wängi, Rosental, sulla strada principale 7)[6][7]